# Úrvalsdeild Karla 1957
La Úrvalsdeild Karla 1957 fue la 46.ª edición del campeonato de fútbol islandés. El campeón fue el ÍA. ÍBA descendió a la 1. deild karla.

## Tabla de posiciones
|   | Equipo          | PJ | PG | PE | PP | GF | GC | Dif | Pts |
| - | --------------- | -- | -- | -- | -- | -- | -- | --- | --- |
| 1 | ÍA              | 5  | 5  | 0  | 0  | 14 | 2  | +12 | 10  |
| 2 | Fram Reykjavik  | 5  | 3  | 1  | 1  | 7  | 3  | +4  | 7   |
| 3 | Valur Reykjavik | 5  | 2  | 2  | 1  | 11 | 5  | +6  | 6   |
| 4 | ÍBH             | 5  | 1  | 1  | 3  | 5  | 9  | -4  | 3   |
| 5 | KR Reykjavik    | 5  | 0  | 2  | 3  | 3  | 10 | -7  | 2   |
| 6 | ÍBA             | 5  | 0  | 2  | 3  | 6  | 15 | -9  | 2   |